# Cattedrale di Oslo
La cattedrale di Oslo (in lingua norvegese Oslo domkirke, in precedenza Vår Frelsers kirke, chiesa di Cristo Salvatore) è il principale edificio di culto della capitale norvegese, sede della Diocesi di Oslo della Chiesa di Norvegia.Conosciuta anche come la Chiesa del Nostro Salvatore, la Cattedrale di Oslo (Domkirke) è un tempio in stile barocco costruito durante la seconda metà del XVII secolo nonché uno degli edifici più conosciuti di Oslo.